# Interex
Interex a fost un lanț de supermarketuri cu 13 locații în România, 24 în Bosnia-Herțegovina și 9 în Serbia . Interex era deținut de firma Intermarché⁠(fr)[traduceți], parte a grupului francez Les Mousquetaires, ce operează în Franța, Belgia, Portugalia și Polonia.
Firma a ieșit din România la finalul anului 2012 după ce a închis toate cele zece magazine pe care le mai deținea. Supermarketurile din Râmnicu Vâlcea, Târgoviște, Slatina și Giurgiu au fost preluate de Carrefour și redeschise sub marca Supeco.